# Liste des films produits par New Line Cinema
Voici une liste de films produits par New Line Cinema.
Par date de première sortie en sallesbox

## Années 1960
- 1968 : The Virgin President de Graeme Ferguson

## Années 1970
- 1971 : Mississippi Summer de William Bayer
- 1974 : Return of the Street Fighter (Satsujin ken 2) de Shigehiro Ozawa
- 1974 : Nuits rouges de Georges Franju
- 1977 : Stunts de Mark L. Lester
- 1978 : The Scenic Route de Mark Rappaport

## Années 1980
- 1981 : Polyester de John Waters
- 1982 : Dément (Alone in the Dark) de Jack Sholder
- 1984 : Ator l'invincibile 2 de Joe D'Amato
- 1984 : Les Griffes de la nuit (A Nightmare on Elm Street) de Wes Craven
- 1985 : Phenomena de Dario Argento
- 1985 : La Revanche de Freddy (A Nightmare on Elm Street Part 2: Freddy's Revenge) de Jack Sholder
- 1986 : Critters de Stephen Herek
- 1987 : Les Griffes du cauchemar (A Nightmare on Elm Street 3: Dream Warriors) de Chuck Russell
- 1987 : My Demon Lover de Charlie Loventhal
- 1987 : Hidden (The Hidden) de Jack Sholder
- 1988 : Hairspray de John Waters
- 1988 : Critters 2 (Critters 2: The Main Course) de Mick Garris
- 1988 : Le Cauchemar de Freddy (A Nightmare on Elm Street 4: The Dream Master) de Renny Harlin
- 1988 : Le Dindon de la farce (Lucky Stiff) de Anthony Perkins
- 1988 : Torch Song Trilogy de Paul Bogart
- 1989 : Cadence de combat (No Holds Barred) de Thomas J. Wright
- 1989 : L'Enfant du cauchemar (A Nightmare on Elm Street: The Dream Child) de Stephen Hopkins

## Années 1990

### 1990
- Missing Parents de ? (IMDB)
- House Party de Reginald Hudlin
- Massacre à la tronçonneuse 3 : Leatherface (Leatherface: Texas Chainsaw Massacre III) de Jeff Burr
- Un ange de trop (Heart Condition) de James D. Parriott
- Les Tortues Ninja (Teenage Mutant Ninja Turtles) de Steve Barron
- Pump Up the Volume (Québec : Y a-t-il une vie après le lycée?) de Allan Moyle
- Elles craquent toutes sauf une (Book of Love) de Robert Shaye

### 1991
- Critters 3 de Kristine Peterson
- Critters 4 de Rupert Harvey (vidéo)
- Les Tortues Ninja 2 : Les héros sont de retour (Québec : Teenage Mutant Ninja Turtles 2) (Teenage Mutant Ninja Turtles II: The Secret of the Ooze) de Michael Pressman
- Hangin' with the Homeboys de Joseph B. Vasquez
- Drop Dead Fred de Ate de Jong
- Commando suprême (Suburban Commando) de Burt Kennedy
- La Fin de Freddy : L'Ultime Cauchemar (Freddy's Dead: The Final Nightmare) de Rachel Talalay
- Dernier Sacrifice (The Rapture) de Michael Tolkin
- My Own Private Idaho (Québec : Mon Idaho) de Gus Van Sant
- Chérie, ne m'attends pas pour dîner (Late for Dinner) de W.D. Richter
- House Party 2 de George Jackson et Doug McHenry
- Mutronics (The Guyver) de Screaming Mad George et Steve Wang

### 1992
- Le Cobaye (The Lawnmower Man) de Brett Leonard
- Roadside Prophets de Abbe Wool
- Year of the Comet de Peter Yates
- Twin Peaks: Fire Walk with Me de David Lynch
- Fleur de poison (Poison Ivy) de Katt Shea
- Big Girls Don't Cry... They Get Even de Joan Micklin Silver
- Lune de miel à Las Vegas (Honeymoon in Vegas) de Andrew Bergman
- Explosion immédiate (Live Wire) de Christian Duguay
- Mr. Saturday Night de Billy Crystal
- Glengarry (Glengarry Glen Ross) de James Foley
- Des hommes d'honneur (A Few Good Men) de Rob Reiner

### 1993
- Sunset Grill de Kevin Connor
- Skeeter de Clark Brandon
- Alarme fatale (Québec : Larmes fatales) (Loaded Weapon 1) de Gene Quintano
- Amos et Andrew de E. Max Frye
- Who's the Man? de Ted Demme
- Trois de cœur (Three of Hearts) de Yurek Bogayevicz
- Menace II Society d'Albert et Allen Hughes
- Les Fous du surf ninja (Surf Ninjas) de Neal Israel
- Jason va en enfer (Québec : Le Châtiment de Jason) (Jason Goes to Hell: The Final Friday) de Adam Marcus
- Le Bazaar de l'épouvante (Needful Things) de Fraser Clarke Heston
- Même les cow-girls ont du vague à l'âme (Even Cowgirls Get the Blues) de Gus Van Sant
- Malice de Harold Becker
- Monsieur Nounou (Mr. Nanny) de Michael Gottlieb
- Max, le meilleur ami de l'homme (Man's Best Friend) de John Lafia
- Josh and S.A.M. de Billy Weber (en)

### 1994
- Tollbooth de Salomé Breziner
- Hidden 2 (The Hidden II) de Seth Pinsker
- Force on Force de ?
- L'Étreinte du vampire (Embrace of the Vampire) d'Anne Goursaud
- House Party 3 d'Eric Meza
- Blink (Québec : Les Yeux de braise) de Michael Apted
- 8 secondes (8 Seconds) de John G. Avildsen
- Mon ami Dodger (Québec : Eva et Dodger cassent la baraque) (Monkey Trouble) de Franco Amurri
- Above the Rim de Jeff Pollack
- Que la chasse commence (Surviving the Game) de Ernest R. Dickerson
- L'Irrésistible North (North) de Rob Reiner
- The Mask (Québec : Le Masque) de Chuck Russell
- Corrina, Corrina de Jessie Nelson
- Freddy sort de la nuit (New Nightmare) de Wes Craven
- Little Odessa de James Gray
- Loin des yeux, près du cœur (Safe Passage) de Robert Allan Ackerman
- Dumb and Dumber (Québec : La Cloche et l'idiot) des frères Farrelly
- Guyver : La Sentinelle de l'ombre (Guyver: Dark Hero) de Steve Wang

### 1995
- The Viking Sagas de Michael Chapman
- Silent Hunter de Fred Williamson
- Bad Company (Québec : Le Passager) (The Nature of the Beast) de Victor Salva
- Jackie Chan dans le Bronx (Belgique/Québec : Zizanie dans le Bronx) (Hong faan kui) de Stanley Tong
- L'Antre de la folie (In the Mouth of Madness) de John Carpenter
- The Mangler de Tobe Hooper
- Don Juan DeMarco de Jeremy Leven
- Basketball Diaries de Scott Kalvert
- Friday de F. Gary Gray
- Mortal Kombat (Québec : Kombat mortel) de Paul W. S. Anderson
- Shadowchaser 3 de John Eyres
- Senior Trip (Québec : La Folle excursion de National Lampoon) de Kelly Makin et Alan Smithee
- The Grass Harp de Charles Matthau
- Angus de Patrick Read Johnson
- Seven de David Fincher
- Delta of Venus de Zalman King
- Souvenirs d'un été (Now and Then) de Lesli Linka Glatter
- T-Rex (Theodore Rex) de Jonathan R. Betuel

### 1996
- Felony de David A. Prior
- Le Cobaye 2 (Belgique : Le Cobaye 2: Cyberspace) (Lawnmower Man 2: Beyond Cyberspace) de Farhad Mann
- Poison Ivy II de Anne Goursaud
- Pluie de roses sur Manhattan (Bed of Roses) de Michael Goldenberg
- Pie in the Sky de Bryan Gordon
- Contre-attaque (Jing cha gu shi IV: Jian dan ren wu) de Stanley Tong
- État de force de Bruno Barreto
- Faithful de Paul Mazursky
- Vengeance froide (Québec : Paradis piégé) (Heaven's Prisoners) de Phil Joanou
- Pinocchio (Québec : Les Aventures de Pinocchio) (The Adventures of Pinocchio) de Steve Barron
- Nuit noire (Mother Night) de Keith Gordon
- L'Île du docteur Moreau (The Island of Dr Moreau) de John Frankenheimer
- Normal Life de John McNaughton
- Dernier Recours (Québec : Le mercenaire) (Last Man Standing) de Walter Hill
- Au revoir à jamais (Québec : Souviens-toi Charlie) (The Long Kiss Goodnight) de Renny Harlin
- Le Prix à payer (Québec : Armées et dangereuses) (Set It Off) de F. Gary Gray
- Michael de Nora Ephron

### 1997
- Argent comptant (Money Talks) de Brett Ratner
- Austin Powers (Austin Powers: International Man of Mystery) de Jay Roach
- Boogie Nights (Québec : Nuits endiablées) de Paul Thomas Anderson
- Dangerous Ground de Darrell Roodt
- Des hommes d'influence (Wag the Dog) de Barry Levinson
- Mortal Kombat : Destruction finale (Québec : Mortal kombat - L'anéantissement) (Mortal Kombat: Annihilation) de John R. Leonetti
- Le Plus Fou des deux (Trial and Error) de Jonathan Lynn
- Poison Ivy: The New Seduction de Kurt Voss (vidéo)
- Pour une nuit... (Québec : Pour une nuit) (One Night Stand) de Mike Figgis
- Raven's Blood de Molly Smith
- Les Reines de Beverly Hills (B*A*P*S) de Robert Townsend
- Spawn de Mark Dippé
- Le Temps d'aimer (Québec : Un temps pour l'amour) (In Love and War) de Richard Attenborough
- Wanted : Recherché mort ou vif (Québec : Mort ou vif) (Most Wanted) de David Hogan

### 1998
- Wedding Singer : Demain on se marie ! (Québec : Le Chanteur de noces) (The Wedding Singer) de Frank Coraci
- Dark City (Québec : Cité obscure) de Alex Proyas
- Perdus dans l'espace (Lost in Space) de Stephen Hopkins
- The Players Club d'Ice Cube
- Blade de Stephen Norrington
- Dog Park (Québec : Réservé aux chiens) de Bruce McCulloch
- D'une vie à l'autre (Québec : Bonjour, la vie!) (Living Out Loud) de Richard LaGravenese
- Pleasantville (Québec : Bienvenue à Pleasantville) de Gary Ross
- Rush Hour (Québec : Heure limite) de Brett Ratner
- American History X (Québec : Generation X-treme) de Tony Kaye
- Origins of 'Blade': A Look at Dark Comics de ? - (court métrage documentaire - vidéo)
- La Magra de ? - (court métrage documentaire - vidéo)
- Designing 'Blade' de ? - (court métrage documentaire - vidéo)
- The Blood Tide de ? - (court métrage documentaire - vidéo)

### 1999
- Première sortie (Québec : L'Intra-terrestre) (Blast from the Past) de Hugh Wilson
- Le Corrupteur (The Corruptor) de James Foley
- Austin Powers 2 : L'Espion qui m'a tirée (Québec : Austin Powers: Agent secret 00Sexe) (Austin Powers: The Spy Who Shagged Me) de Jay Roach
- Belles à mourir (Drop Dead Gorgeous) de Michael Patrick Jann
- Detroit Rock City de Adam Rifkin
- Intrusion (Québec : La Femme de l'astronaute) (The Astronaut's Wife) de Rand Ravich
- Sexe attitudes (Body Shots) de Michael Cristofer
- Le Célibataire (The Bachelor) de Gary Sinyor
- Magnolia de Paul Thomas Anderson

## Années 2000

### 2000
- The Man on Platform 5 de ?
- Les Initiés (Québec : Clan des millionnaires) (Boiler Room) de Ben Younger
- Destination finale (Québec : Destination ultime) (Final Destination) de James Wong
- Le Prix de la gloire (Price of Glory) de Carlos Ávila
- Fréquence interdite (Québec : Fréquences) (Frequency) de Gregory Hoblit
- The Cell (Québec : La Cellule) de Tarsem Singh
- Le Rap dans le sang (Turn It Up) de Robert Adetuyi
- The Very Black Show (Bamboozled) de Spike Lee
- Little Nicky (Québec : Le Petit Nicky) de Steven Brill
- Treize jours (Thirteen Days) de Roger Donaldson

### 2001
- Deep Blue de Dwight H. Little
- Hedwig and the Angry Inch de John Cameron Mitchell
- 15 minutes (15 Minutes) de John Herzfeld
- Blow (Québec : Cartel) de Ted Demme
- Potins mondains et amnésies partielles (Québec : La Ronde des cocus) (Town & Country) de Peter Chelsom
- Prison Song de Darnell Martin
- Storytelling de Todd Solondz
- Jason X de James Isaac
- Rush Hour 2 (Québec : Heure limite 2) de Brett Ratner
- Bones de Ernest R. Dickerson
- Sam, je suis Sam (Québec : Je suis Sam) (I Am Sam) de Jessie Nelson
- Le Seigneur des anneaux : La Communauté de l'anneau (The Lord of the Rings: The Fellowship of the Ring) de Peter Jackson

### 2002
- Les Chasseurs de primes (All About the Benjamins) de Kevin Bray
- Blade 2 de Guillermo del Toro
- Punch-Drunk Love (Québec : Ivre d'amour) de Paul Thomas Anderson
- Le sang du frère (My Brother's Keeper) de John Badham
- Wish You Were Dead de Valerie McCaffrey
- Monsieur Schmidt (About Schmidt) de Alexander Payne
- Les Aventures de Mister Deeds (Mr. Deeds) de Steven Brill
- The Fallout
- Austin Powers dans Goldmember (Austin Powers 3 : Goldmember) (Québec : Austin Powers, l'homme au membre d'or) de Jay Roach
- S1m0ne d'Andrew Niccol
- Friday After Next (Québec : Encore un drôle de vendredi) (Friday After Next) de Marcus Raboy (en)
- Le Seigneur des anneaux : Les Deux Tours (The Lord of the Rings: The Two Towers) de Peter Jackson

### 2003
- Highwaymen, la poursuite infernale (Québec : Pourchassé) (Highwaymen) de Robert Harmon
- Destination finale 2 (Final Destination 2) de David R. Ellis
- Willard de Glen Morgan
- Un homme à part (A Man Apart) de F. Gary Gray
- Dumb and Dumberer : Quand Harry rencontra Lloyd (Québec : Plusse cloche et très zidiot: Quand Harry rencontre Lloyd) (Dumb and Dumberer: When Harry Met Lloyd) de Troy Miller
- Mattress Man Commercial de Paul Thomas Anderson (court métrage-Vidéo)
- Freddy contre Jason (Freddy vs. Jason) de Ronny Yu
- Le Secret des frères McCann (Québec : Les Vieux Lions) (Secondhand Lions) de Tim McCanlies
- Elfe (Elf) de Jon Favreau
- Massacre à la tronçonneuse (The Texas Chainsaw Massacre) de Marcus Nispel
- Le Seigneur des anneaux : Le Retour du roi ( The Lord of the Rings: The Return of the King) de Peter Jackson

### 2004
- N'oublie jamais (Québec : Les Pages de notre amour) (The Notebook) de Nick Cassavetes
- Harold et Kumar chassent le burger (Harold and Kumar Go to White Castle) de Danny Leiner
- Cellular (Le Cellulaire) de David R. Ellis
- Coup d'éclat (After the Sunset) de Brett Ratner
- Blade: Trinity (Québec : Blade 3 : La Trinité) de David S. Goyer

### 2005
- Le Fils du Mask (Québec : Le Fils du masque) (Son of the Mask) de Lawrence Guterman
- Un plan béton (King's Ransom) de Jeff W. Byrd
- Sa mère ou moi ! (Québec : Ma belle-mère est un monstre) (Monster-in-Law) de Robert Luketic
- Serial noceurs (Québec : Garçons sans honneur) (Wedding Crashers) de David Dobkin
- Le Boss (The Man) de Les Mayfield
- Shadowless Sword (Muyeong geom) de Kim Young-jun
- Le Nouveau Monde (The New World) de Terrence Malick

### 2006
- Finding Jackson Pollock de ? (Documentaire)
- Destination finale 3 (Final Destination 3) de James Wong
- Dance with Me (Québec : Entrez dans la danse) (Take the Lead) de Liz Friedlander
- L'Effet papillon 2 (The Butterfly Effect 2) de John R. Leonetti
- Des serpents dans l'avion (Québec : Serpents à bord) (Snakes on a Plane) de David R. Ellis
- Comment manger 10 vers de terre en une journée (How to Eat Fried Worms) de Bob Dolman
- Little Children de Todd Field
- Massacre à la tronçonneuse : Le Commencement (The Texas Chainsaw Massacre: The Beginning) de Jonathan Liebesman
- La Nativité (The Nativity Story) de Catherine Hardwicke

### 2007
- À la croisée des mondes : La Boussole d'or de Chris Weitz
- L'Amour aux temps du choléra (Love in the Time of Cholera) de Mike Newell
- La Faille (Fracture) de Gregory Hoblit
- Full of It de Christian Charles
- Hairspray de Adam Shankman
- Un enfant pas comme les autres (Martian Child) de Menno Meyjes
- Mimzy, le messager du futur (The Last Mimzy) de Robert Shaye
- Le Nombre 23 (The Number 23) de Joel Schumacher
- Détention secrète (Rendition) de Gavin Hood
- Rush Hour 3 de Brett Ratner
- Shoot 'Em Up : Que la partie commence (Shoot 'Em Up) de Michael Davis

### 2008
- Amusement de John Simpson
- Cœur d'encre (Inkheart) de Iain Softley
- Sex and the City, le film (Sex and the City) de Michael Patrick King
- Le Prix de la loyauté (Pride and Glory) de Gavin O'Connor
- Voyage au centre de la terre de Eric Brevig

### 2009
- 17 ans encore de Burr Steers
- Hanté par ses ex (Ghosts of Girlfriends Past) de Mark Waters
- Destination finale 4 (The Final Destination) de David Richard Ellis

## Années 2010

### 2010
- Freddy : Les Griffes de la nuit de Samuel Bayer
- Sex and the City 2 de Michael Patrick King
- Trop loin pour toi de Nanette Burstein
- Valentine's Day de Garry Marshall

### 2011
- Le Rite de Mikael Håfström
- Happy New Year de Garry Marshall
- Destination finale 5 de Steven Quale

### 2012
- Le Hobbit : Un voyage inattendu
- Rock Forever
- Voyage au centre de la Terre 2 : L'Île mystérieuse

### 2013
- Jack le chasseur de géants (Jack the Giant Killer)
- Le Hobbit : La Désolation de Smaug
- Les Miller, une famille en herbe
- Conjuring : Les Dossiers Warren
- La Vie rêvée de Walter Mitty
- The Incredible Burt Wonderstone

### 2014
- Le Hobbit : La Bataille des cinq armées
- Comment tuer son boss 2
- Annabelle
- Black Storm
- Dumb and Dumber De
- Si je reste
- Tammy

### 2015
- Prémonitions (Solace) d'Afonso Poyart
- Creed : L'Héritage de Rocky Balboa (Creed) de Ryan Coogler
- Vive les vacances
- San Andreas
- Gallows
- Straight Outta Compton
- Hot Pursuit

### 2016
- Barbershop: The Next Cut
- Scruffy
- Conjuring 2 : Le Cas Enfield
- Agents presque secrets
- Dans le noir
- Avant toi
- Célibataire, mode d'emploi

### 2017
- Braquage à l'ancienne de Zach Braff
- Vegas Academy: Coup de poker pour la fac d'Andrew Jay Cohen
- Annabelle 2 : La Création du mal de David F. Sandberg
- Ça d'Andrés Muschietti
- The Disaster Artist de James Franco

### 2018
- Rampage de Brad Peyton
- Tag de Jeff Tomsic

### 2019
- Shazam! de David F. Sandberg
- Shaft de Tim Story
- Ça : Chapitre 2 d'Andrés Muschietti
- L'Art du mensonge (The Good Liar) de Bill Condon

## Années 2020

### 2020
- The Many Saints of Newark d'Alan Taylor

### 2021
- Malignant de James Wan

### 2022
- Black Adam de Jaume Collet-Serra
- KIMI de Steven Soderbergh

### 2023
- Shazam! La Rage des Dieux (Shazam! Fury of the Gods) de David F. Sandberg
- Evil Dead Rise de Lee Cronin
- Creed 3 de Michael B. Jordan

### 2024
- Les Guetteurs (The Watchers) d'Ishana Night Shyamalan
- Horizon : Une saga américaine, chapitre 1 (Horizon: An American Saga – Chapter 1) de Kevin Costner
- Turtles All the Way Down de Hannah Marks
- Horizon : Une saga américaine, chapitre 2 (Horizon: An American Saga – Chapter 2) de Kevin Costner
- Salem (Salem's Lot) de Gary Dauberman

### 2025
- Companion de Drew Hancock
- Destination finale : Bloodlines (Final Destination: Bloodlines) de Zach Lipovsky et Adam B. Stein
- Mortal Kombat 2 de Simon McQuoid
- Évanouis (Weapons) de Zach Cregger

### 2026
- Evil Dead Burn de Sébastien Vaniček